# 8 juillet dans les chemins de fer
8 juin 8 août
Chronologies thématiques
- Croisades
- Sports
- Disney

Cette page concerne les événements qui se sont déroulés un 8 juillet dans les chemins de fer.

## Événements

### XIXesiècle
- 1808 : à Bloomsbury près de Londres, Richard Trevithick débute le fonctionnement d'une locomotive à vapeur de démonstration sur un circuit circulaire. La machine, M'attrape qui peut ! (Catch-me who can) remorque un wagon dans lequel s'embarquent des passagers payants, les premiers voyageurs ferroviaires tarifés de l'histoire.
- 1846 : en  France, dans le Pas-de-Calais, Le Paris-Bruxelles, composé de vingt-huit voitures tractées par deux locomotives, déraille sur la commune de Fampoux, près de la gare de Rœux, en passant sur un remblai de la vallée de la Scarpe. Des voitures tombent dans les marais : on dénombre 14 morts et 5 blessés graves parmi les voyageurs[1]. Un odonyme local (« Rue du 8-Juillet-1846 ») rappelle cet évènement.
- 1853 : aux États-Unis, la compagnie Northern Indiana Railroad est créée par la fusion de plusieurs compagnies plus petites de l'Indiana et de l'Ohio.
- 1869 : en Algérie, inauguration de la section Blida-Bou-Medfa du chemin de fer d'Alger à Oran et embranchements (PLM, réseau algérien).

### XXIesiècle
- 2004 : en France, la MEC (Mission d'évaluation et de contrôle financier) de l'assemblée nationale remet son rapport sur le financement du système ferroviaire. Il évalue notamment le coût de ce dernier pour le contribuable à 10,88 milliards d'euros en 2004 et juge préoccupante sa dette évaluée globalement à plus de 40 milliards d'euros.